# 박병규 (축구 선수)
박병규(한국 한자: 朴炳圭, 1982년 3월 1일 ~ )는 2005년 울산 현대호랑이 축구단에 입단하여 컵대회 포함 프로 통산 200경기이상 뛴 대한민국의 축구 선수로서 포지션은 수비수였다.

## 학력
- 고려대학교
- 부평고등학교
- 제물포중학교